# حليب منكه
الحليب المنكه هو شراب محلى يحضر من الحليب والسكر وملونات غذائية ومنكهات صناعية أو طبيعية. النكهات التي تضاف للحليب تشمل الشوكولاتة والفانيليا والفراولة والمانجو والموز.

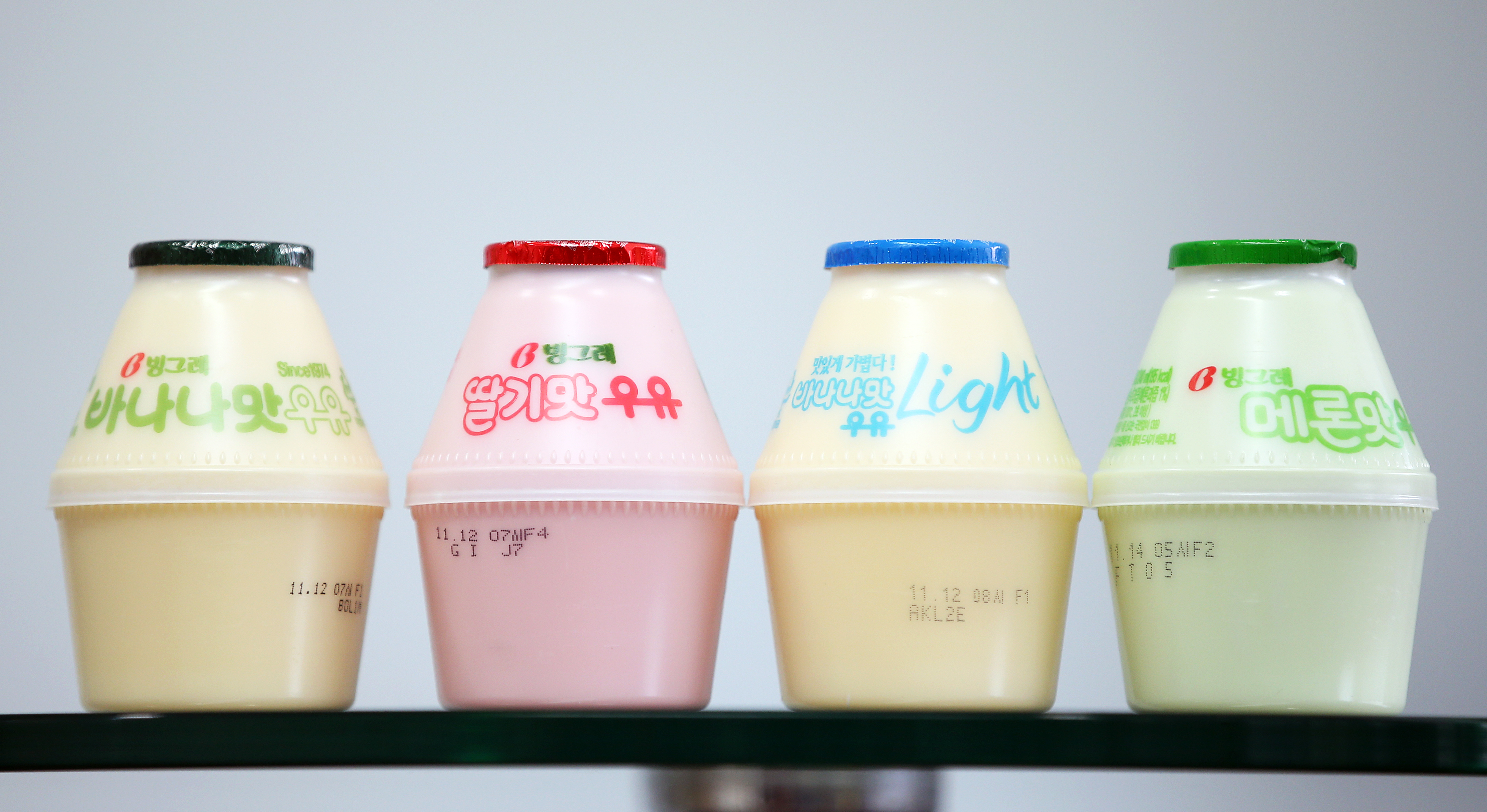
حليب منكه.